# Institut d'études politiques de Strasbourg

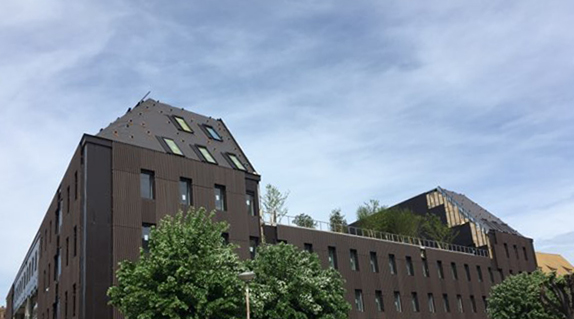
Institut d'études politiques de Strasbourg

O Institut d'études politiques de Strasbourg (Instituto de Estudos políticos de Estrasburgo) também conhecido como Sciences-Po Strasbourg foi fundado em 1945, sendo assim o segundo mais antigo Institut d'études politiques de França, a seguir ao de Paris.
Sciences-Po Strasbourg propõe um curso de cinco anos (aplicando a reforma do tratado de Bolonha) uma formação pluridisciplinar e prepara os estudantes aos concursos administrativos, ao trabalho nas organizações internacionais ou às carreiras no mundo das empresas. É obrigatório passar um dos cinco anos no estrangeiro. As cadeiras de economia e finanças (Eco-fi) são particularmente bem cotadas no meio académico.
O Institut d'études politiques de Strasbourg dispensa um ensino completo e pluridisciplinar. No primeiro ano, por exemplo, os estudantes podem seguir as aulas de direito constitucional, assim como aulas de história e economia.